# Фарум Парк
«Фарум Парк» або «Райт ту Дрім Парк» (дан. Farum Park, Right to Dream Park) — футбольний стадіон у місті Фарум, Данія, домашня арена ФК «Норшелланн».
Стадіон побудований та відкритий 1999 року. Має потужність 10 300 глядачів, з яких 9 800 забезпечені сидячими місцями. На арені розташовані ресторан та конференц-зал. У 2012 році на полі встановлено штучне покриття, в результаті чого стадіон став першим у Суперлізі з таким покриттям. 2016 року укладено комерційну угоду із футбольною академією «Right to Dream», після чого арену перейменовано на «Райт ту Дрім Парк».
На стадіоні домашні матчі приймають юнацькі та молодіжні збірні Данії з футболу.